# Всеіндійський інститут медичних наук
Всеіндійський інститут медичних наук (англ. All India Institute of Medical Sciences, гінді अखिल भारतीय आयुर्विज्ञान संस्थान) — медичний коледж та лікарня в Делі, Індія, що вважається одним з найпрестижніших медичних коледжів в країні та відомий медичним обслуговуванням за доступними цінами.